# Ethel Bartlett
Pour les articles homonymes, voir Bartlett.
Ethel Bartlett, née le 6 juin 1896 à Epping Forest, dans l'Essex, en Angleterre, et morte le 17 avril 1978 à Los Angeles, est une pianiste britannique.

## Biographie
Ethel Bartlett naît le 6 juin 1896 à Epping Forest. Elle est l'élève de Tobias Matthay et se spécialise dans le répertoire pour piano à quatre mains, avec son mari Rae Robertson.
Tous les ans, elle faisait des tournées en Europe et aux États-Unis.

## Sources
- Nicolas Slonimsky, Alain Paris et Marie-Stella Paris, Dictionnaire biographique des musiciens, R. Laffont, 1995 (ISBN 2-221-06510-7, 978-2-221-06510-5 et 2-221-06787-8, OCLC 33096600, lire en ligne)